# Il genio magnetico
Il genio magnetico (Compressed Hare) è un cortometraggio del 1961 diretto da Friz Freleng. È un film animato della serie Merrie Melodies, prodotto dalla Warner Bros. e uscito negli Stati Uniti il 29 luglio 1961. I protagonisti del cartone animato sono Bugs Bunny e Wile E. Coyote.